# Cantalupa, Piemonte
Cantalupa är en ort och kommun i storstadsregionen Turin, innan 2015 provinsen Turin, i regionen Piemonte, Italien. Kommunen hade 2 613 invånare (2017).